# Boom (zespół muzyczny)
Boom – zespół z kręgu piosenki turystycznej, piosenki poetyckiej i poezji śpiewanej, założony w 1972 roku i działający przy studenckim klubie Boom, mieszczącym się na Wydziale Mechanicznym Energetyki i Lotnictwa (MEiL) Politechniki Warszawskiej.

## Historia
Założycielami Boom-u byli studenci MEiL-u: Dariusz Dziadkiewicz (flet, śpiew) i Janusz Lipiński (śpiew, gitara). Ponadto w skład zespołu wchodzili: Anna Łencka (śpiew; studentka Wydziału Socjologii UW), Mirosław Nawrocki (gitara, śpiew; student PW) oraz dwie studentki UW: Izabela Wagner i Małgorzata Prejzner. W pierwszych latach działalności z zespołem współpracowali, m.in.: Karina Wołłejko (śpiew), Lena Janic (śpiew), Adam Gregorczyk (skrzypce), Ewa Jurkiewicz (skrzypce, śpiew), Krzysztof Ciepliński (skrzypce, gitara). Kompozytorami większości utworów byli: Lipiński, Dziadkiewicz i Nawrocki. Kierownikiem zespołu był Dziadkiewicz, zaś po jego odejściu w marcu 1975 roku kierownictwo przejął Lipiński (wkrótce odszedł także Nawrocki).
W pierwszych latach działalności Boom prezentował piosenki studenckie i turystyczne (Bazuna, 1972 - wyróżnienie, 1973 – I nagroda, Ogólnopolska Turystyczna Giełda Piosenki Studenckiej w Szklarskiej Porębie, 1973 – I nagroda), z czasem jednak zmierzając w kierunku poezji śpiewanej. W 1973 roku piosenka pt. Miłość do wiersza Krzysztofa Kamila Baczyńskiego z muzyką J. Lipińskiego, zaczynająca się od słów: Słońce, słońce w ramionach... zdobyła ogólnopolską popularność i kilka nagród (Studencki Festiwal Piosenki w Krakowie – I nagroda, Krajowy Festiwal Piosenki Polskiej w Opolu – jedna z pięciu równorzędnych, pierwszych nagród w koncercie Mikrofon dla wszystkich).
Grupa Boom występowała w całej Polsce, nagrywała utwory w Polskim Radiu, gościła także na antenie telewizyjnej (Warszawa, Katowice, Wrocław), w kwietniu 1974 roku zaś została zaproszona przez Marka Grechutę do wzięcia udziału w sesji nagraniowej jego albumu pt. Magia obłoków. W tym okresie grupa skupiła się na pracy nad programami o zwartej formie i narracji (Zielniki, Baczyński). Ukoronowaniem tego okresu był koncert w Starej Prochowni w Warszawie (marzec 1979), gdzie zaprezentowano program pt. 13 wierszy Krzysztofa Kamila Baczyńskiego, a trzy utwory zespołu z tego programu znalazły się w filmie Witolda Stoka, pt. Jeden z nas (1979), będącym wspomnieniem o K.K. Baczyńskim. W styczniu 1979 roku Boom wziął udział w nagraniu płyty grupy Ossian Księga chmur.
Od połowy lat 70. zmieniał się skład zespołu i na dłużej lub krócej zagościli w nim muzycy, tacy jak: Włodzimierz Kowzanowicz (gitara basowa, kontrabas; od listopada 1973), Anna Prejzner (śpiew), Zbigniew Misiak (śpiew), Andrzej Dechnik (kontrabas), Tadeusz Bębnowski (perkusja), Ryszard Sygitowicz (gitara), Florian Ciborowski (skrzypce, flet), Marek Stefankiewicz (fortepian) i inni. Latem 1979 roku zespół zawiesił działalność. 4 sierpnia 1984 roku Dariusz Dziadkiewicz i Janusz Lipiński, obydwaj założyciele grupy Boom spotkali się w 40. rocznicę śmierci K.K. Baczyńskiego, by dać koncert poświęcony poecie w podziemiach kościoła przy ulicy Żytniej w Warszawie.
W 1995 roku członkowie grupy Boom nagrali swoje utwory w studiu Winicjusza Chrósta w Sulejówku. W składzie zespołu zabrakło Anny Łenckiej, która zmarła 21 lutego 1995 roku. Po raz ostatni na lata grupa pojawiła się na estradzie w styczniu 1996 roku koncertując w Warszawskim Ośrodku Kultury na ul. Elektoralnej i w Warszawskim Centrum Edukacji Kulturalnej na ul. Jezuickiej.
Po szesnastu latach zespół pojawił się na czterdziestej, jubileuszowej Bazunie, biorąc udział w koncercie Skwar, południe, pogoda - nasze najpiękniejsze chwile (2012).

## Dyskografia
- Słońce w ramionach. Grupa Boom  (2012)